# Bric Mindino
Il Bric Mindino è una vetta delle Alpi Liguri alta 1.879 m s.l.m.; amministrativamente appartiene al comune di Garessio (CN) ed è situata alla convergenza tra Val Tanaro, Val Casotto e Valle Mongia.

## Descrizione

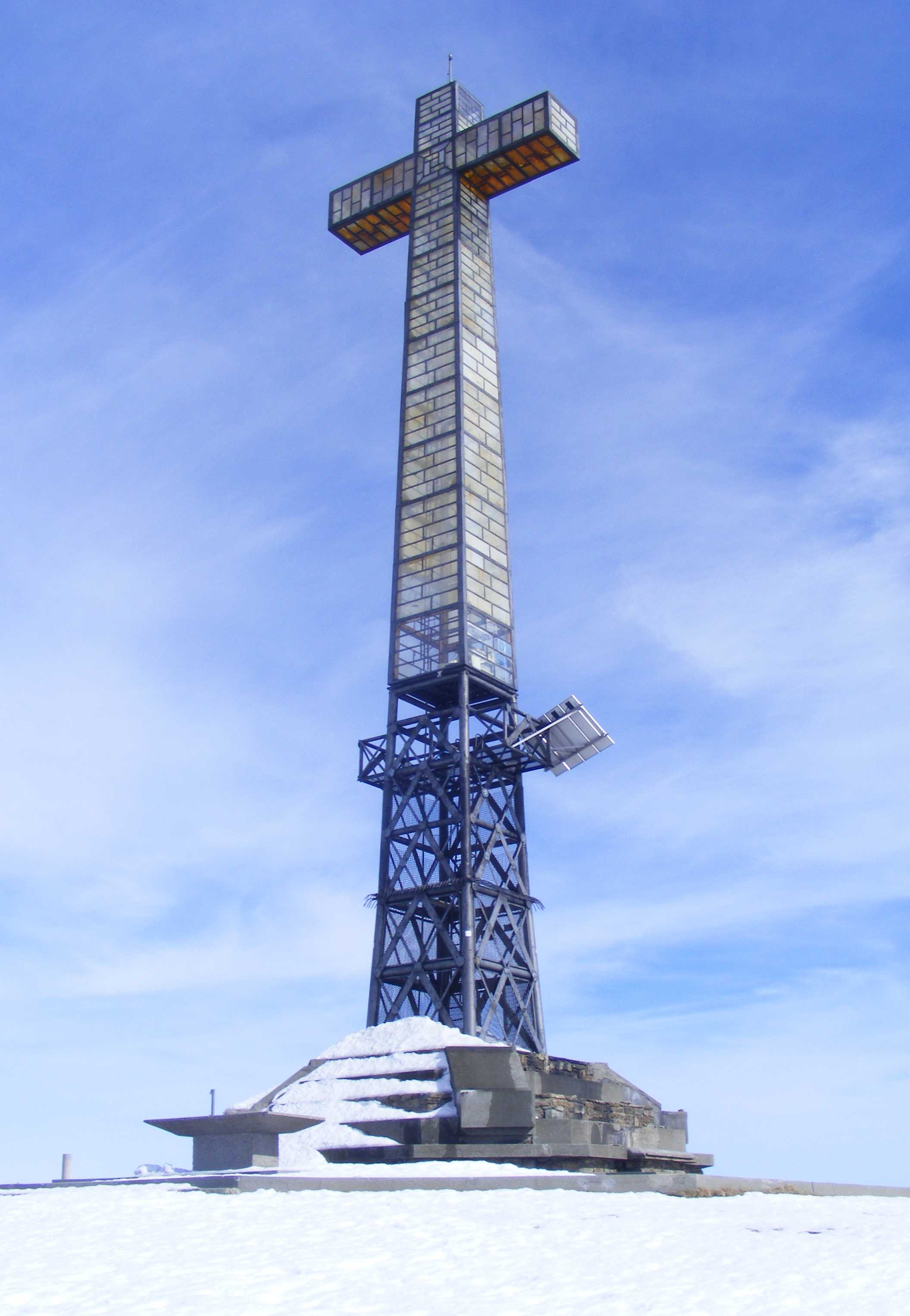
La grande croce di vetta

La montagna sorge isolata a nord-est della Colla di Casotto; sulla sua cima il bacino idrografico del Tanaro converge con quelli dei torrenti Mongia e Corsaglia. 
La zona è caratterizzata da rilievi piuttosto arrotondati e con pendenze non molto pronunciate; dalla cima della montagna si origina in direzione nord il lungo costolone che divide la Val Corsaglia dalla Val Mongia e che perde poi bruscamente quota a nord di Piano Stopè (1738 m). Il crinale Mongia/Tanaro perde invece quota fino al Colle di San Giacomo (1059 m), risalendo poi con il Bric Ciarandella.
In questa zona negli anni settanta del Novecento furono realizzati gli impianti sciistici di Saint Gréé.
Sul versante occidentale del Bric Mindino nasce il Torrente Casotto mentre dalle sue pendici settentrionali prende origine il Mongia.
La montagna è raggiunta da una stradina sterrata che la collega con la Colla di Casotto. Sul punto culminante sorge una monumentale croce alta ben 25 metri costruita in metallo, vetro e cemento e dotata di un potente impianto di illuminazione. Tale croce venne inaugurata nel 1969 per iniziativa del parroco di Mindino, frazione di Garessio, in memoria dei caduti di tutte le guerre.
Data la posizione isolata dalla cima si gode di un estesissimo panorama che, con condizioni di visibilità ottimali, si spinge dalla Corsica all'Appennino e a gran parte della cerchia alpina.

## Accesso alla cima
Per la bellezza del panorama e la comodità di accesso da ogni lato il Bric Mindino è un'apprezzata meta escursionistica, specialmente ad inizio stagione o quando itinerari più impegnativi risultino per vari motivi impraticabili.
A piedi la via di salita più nota è quella che parte dalla Colla di Casotto e che si svolge in parte su strada sterrata e in parte per sentiero.
La montagna può anche essere raggiunta dal borgo di Valcasotto (Pamparato) oppure, in poco più di tre ore di cammino, da Saint Gréé.
Al Bric Mindino si può inoltre accedere in mountain bike; oltre che dalla Colla di Casotto e da Viola-Saint Gréé si può salire anche da Garessio.
La salita invernale con le ciaspole dalla Colla di Casotto viene considerata, per la facilità di accesso e l'assenza di pericoli, una gita adatta a coloro che si cimentano per la prima volta con questa forma di escursionismo.

## Ambiente
Il Bric Mindino, assieme al Monte Galero, costituisce il limite sud-orientale dell'areale alpino del "gallo forcello" o "fagiano di monte".